# Dasyscyphella cassandrae
Dasyscyphella cassandrae är en svampart som beskrevs av Tranzschel 1899. Dasyscyphella cassandrae ingår i släktet Dasyscyphella och familjen Hyaloscyphaceae.   Inga underarter finns listade i Catalogue of Life.